# Otto von Kotzebue

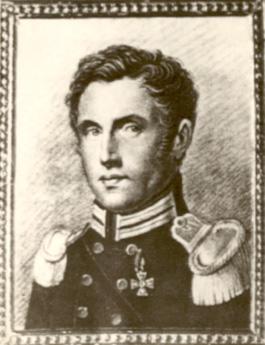
Otto von Kotzebue

Otto von Kotzebue (Russisch: Отто Евстафьевич Коцебу, Otto Jevstafjevitsj Kotseboe)(Reval, 30 december 1787 – aldaar, 15 februari 1846) was een Baltisch-Duitse ontdekkingsreiziger in Russische dienst. 
Hij was de zoon van de Duitse schrijver van toneelstukken August von Kotzebue, die in Russische dienst was getreden. Hij werd geboren in Reval (destijds was het onderdeel van Rusland, nu staat het, als hoofdstad van Estland, bekend als Tallinn). Op jonge leeftijd werd hij naar de cadettenschool gestuurd.

## Eerste reis
Van 1803 tot 1806 maakte hij een wereldreis onder leiding van Adam Johann von Krusenstern, de broer van zijn stiefmoeder. De tocht ging naar Japan en China om de handelsbetrekkingen te verbeteren. Al meer dan een eeuw waren de Russen geïnteresseerd in de uitbreiding van koloniale mogelijkheden.

## Tweede reis
In 1815 startte Von Kotzebue met zijn tweede wereldreis in de functie van kapitein. De reis werd betaald door graaf Nikolaj Roemjantsev. Von Kotzebue werd vergezeld door diverse geleerden o.a. Adelbert von Chamisso, een Frans/Duits schrijver van toneelstukken, maar tevens plantkundige  en aan het einde van zijn leven directeur van de Botanische Tuin. Het doel van de reis was tweeledig. Er moest een doorgang door de Noordelijke IJszee gevonden worden - dat men de Noordpool zou kunnen bereiken werd toen nog ernstig betwijfeld - en een deel van Oceanië diende in kaart gebracht te worden. Verder zou er botanische onderzoek worden gedaan op de te ontdekken eilanden.

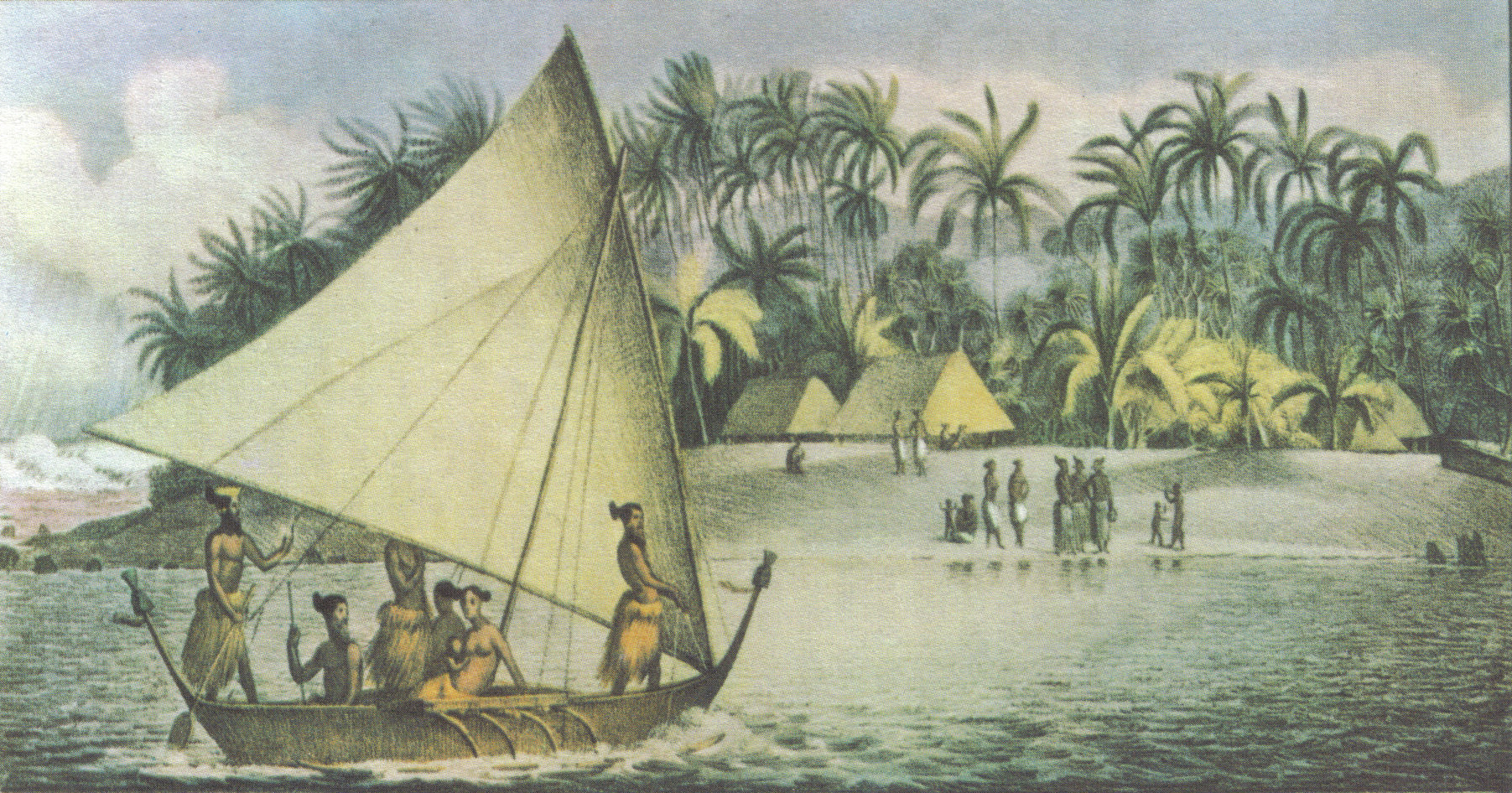
Aankomst bij de Krusensterneilanden, tegenwoordig Tikehau, geschilderd door Louis Choris die de tocht op uitnodiging meemaakte

Na de aankoop van proviand in Engeland en een oversteek van de Atlantische Oceaan werd via Kaap Hoorn de Stille Oceaan bereikt. Hierna ging de tocht verder langs het Paaseiland, de Tuamotu-eilanden, de Cookeilanden  naar het Siberische schiereiland Kamtsjatka. Vervolgens ging de reis via het Beringeiland naar Alaska, toen nog Russisch bezit. Het stadje Kotzebue (aan de Golf van Kotzebue) dat voornamelijk bewoond wordt door Inuit, is naar hem genoemd. Teleurgesteld vanwege de invallende winter en de niet gevonden doorvaart, ging de reis, via San Francisco (Russian Beach!) naar Hawaï (destijds de Sandwicheilanden). Hier werd een aantal weken rondgetrokken om botanisch onderzoek te doen. Op 1 januari 1817 ontdekte hij een eiland dat hij Nieuwjaarseiland noemde, tegenwoordig behorend tot Marshalleilanden. Een nieuwe tocht naar het noorden om een doorgang te vinden moest hij echter afkappen wegens ziekte. Via Guam, Manilla en Kaapstad kwam het schip op 3 augustus 1818 aan in Sint-Petersburg.

## Derde reis
Zijn derde reis begon in 1823. O.a. Tahiti en Samoa werden aangedaan. Louis Cloris schilderde de inheemse bevolking van Californië. In 1826 was het schip terug op de Neva, bij de marinebasis Kronsjtadt.